# 陶里亚蒂
陶里亚蒂（羅馬化：Tolyatti）是俄羅斯薩馬拉州的一個城市、斯塔夫羅波爾區行政中心。2010年人口719,632人，是俄羅斯最大的非聯邦主體首府城市。在国际上，这座城市因為是成立于60年代末的俄罗斯最大的汽车制造商AvtoVAZ（拉达）的所在地而成名。
1737年開埠，稱伏爾加河畔斯塔夫羅波爾（Ставрополь-на-Волге）。1950年代因古比雪夫水庫興建而遷址。1964年改名以紀念意大利共產黨領導人帕尔米羅·陶里亞蒂。

## 历史
它成立于1737年，由俄罗斯政治家瓦西里·塔季谢夫担任称为斯塔夫罗波尔的堡垒。在非正式场合通常将其称为伏尔加河畔斯塔夫罗波尔（Ставрополь-на-Волге，Stavropol-na-Volge），以区分俄罗斯西南部的一个大城市斯塔夫罗波尔。
五十年代在伏尔加河建造古比雪夫水坝和水力发电站，建造了古比雪夫水库，涵盖了城市的现有位置，并在一个新的地盘上完全重建。1964年，这座城市更名为“陶里亚蒂”，以纪念意大利共产党的领导人帕尔米罗·陶里亚蒂。

## 行政区划

### 城市划分
为了行政目的，城市分为三个区
- Avtozavodsky（Автозаводский），也叫Novy Gorod（lit. New City），是最现代化的;
- Tsentralny（Центральный），也称为Stary Gorod（lit. Old City），市政府和工业中心的所在地;
- 最古老的地区Komsomolsky（Комсомольский）为水电厂建设者提供的住房。

## 文化，教育，体育
上世纪五十年代，古比雪夫水库的创建摧毁了这座城市的历史，几乎所有城市的文化景点都是从苏联时期开始的，但城市政府一直在建设新的纪念碑和大教堂。最近一个值得注意的事件是1998年在伏尔加河附近的大型塔什库夫纪念碑开幕。该变形大教堂于2002年竣工。

### 教育
教育机构由一百多所公立十所私立学校和几所高等院校组成。最着名的包括：
- 陶里亚蒂州立大学（ТольяттинскийгосударственныйуниверситетТГУ）
- 服务的伏尔加地区州立大学（ПоволжскийгосударственныйуниверситетсервисаПВГУС）
- 伏尔加共和国 Tatishchev大学（ВолжскийуниверситетимениВ.Н.ТатищеваВУиТ）
- 陶里亚蒂管理学院（ТольяттинскаяакадемияуправленияТАУ）

### 博物馆
- 陶里亚蒂技术博物馆
- AvtoVAZ博物馆（拉达汽车）
- 陶里亚蒂当地的博物馆

### 体育
在苏维埃领导人的眼中，陶里亚蒂是一个完美的苏维埃城市（因为大多数人口是在建设伏尔加汽车厂期间迁移到这里的） - 许多体育设施建成，保证“完美的苏联人”的健康。这个城市拥有高素质的运动设施：健身房，游泳池，冰球，协会足球和赛车场，因此许多运动员，包括奥运冠军阿列克谢·涅莫夫，斯坦利杯冠军Alexei Kovalev和Ilya Bryzgalov已经搬到了陶里亚蒂。当前的蒙特利尔加拿大人防守队员阿列克谢·埃梅林和前华盛顿首都边锋维克托·科兹洛夫和防守者阿列克谢·蒂齐科夫出生在那里。
陶里亚蒂几乎代表了各种团队运动。陶里亚蒂的拉达赞助的冰球俱乐部打破了莫斯科队的控制权。拉达女子足球队多次获得俄罗斯冠军，而俄罗斯和欧洲冠军的拉达女子手球队则是俄罗斯全国女子手球的核心。男子足球（FC Lada Togliatti和FC Togliatti），篮球，高速公路和手球队也参加了全国锦标赛。对于俄罗斯的传统民族运动，班迪球，在2013年成立了一个团队，TOAZ，但只参加休闲联赛。

### 公园和纪念碑
陶里亚蒂有许多公园，其中许多都包含文化，历史和审美兴趣的古迹。例子包括胜利公园以其胜利纪念碑等古迹，自由广场以其辉煌的方尖碑等古迹，中央公园，大型列宁雕像等古迹，以及其他公园。
公园外还有其他古迹。在市杜马已建成或规划的历史文化古迹，范围从巨大的马术塔季谢夫纪念碑摇摇欲坠的活力列宾房子到一个忠实的狗纪念碑，还有许多其他类型。

## 姐妹城市
- 中华人民共和国洛陽市
- 中华人民共和国深圳市
- 德国沃爾夫斯堡
- 美国弗林特
- 明蓋恰烏爾
- 保加利亚卡贊勒克